# Mildrette Netter
Mildrette Netter (poročena Bell in Graves), ameriška atletinja, * 16. junij 1948, Greenview, Misisipi, ZDA.
Nastopila je na poletnih olimpijskih igrah v letih 1968 in 1972, leta 1968 je osvojila naslov olimpijske prvakinje v štafeti 4x100 m s svetovnim rekordom 42,8 s, leta 1972 pa v isti disciplini četrto mesto.